# Сполука
Сполу̀ка е село в Южна България, община Ардино, област Кърджали.

## География
Село Сполука (Оладжак) се намира в източната част на Западните Родопи, на около 3 км  западно от село Русалско , на около 22 km западно от Кърджали и 15 km на север от Ардино. Разположено е в ниските части на връх Олджак тепе (1280 m) с преобладаващ наклон на юг-югозапад. Надморската височина на селото е около 950 m. През прохода Олджак гечиди ,който се намира в източната част на селото е минавал древен античен път свързан със значимия Виа Игнация. Непосредственно до прохода се намира голямо гробище от където разбираме ,че през миналите векове ,селището е било най-голямото за района си.След Балканската война част от населението се изселва в Турция а трудните условия на живот принуждават останалите да се изселят към градовете Асеновград, Пещера и др. След шестдесетте години на миналият век, селото вече е обезлюдено, посочените по долу данни за намаляващото население са от махалите и. Днес достъпът до селото е възможен по пътеки от околните села и по път без настилка прокаран от търговци на дървесина до съседното село Русалско.
| Население по години | Население по години |
| ------------------- | ------------------- |
| 1934 г.             | 991 души            |
| 1946 г.             | 1033 души           |
| 1956 г.             | 675 души            |
| 1975 г.             | 319 души            |
| 1985 г.             | 133 души            |
| 1992 г.             | 77 души             |
| 2001 г.             | 46 души             |
| 2011 г.             | 22 души             |
| 2019 г.             | 36 души             |

Махала Бразда (Керимлер) с надморската височина при крайпътната чешма в южния край е около 658 m.До селото  води третокласният републикански път III-8653, път със стара и – към края на второто десетилетие на 21 век – износена асфалтова настилка, който преодолява около 300 m разлика между надморските височини при моста на река Арда и при крайпътната чешма в южния край на селото. На около 2 km след моста има пътно отклонение вляво за село Любино, а след махала Бразда ,пътят продължава като общински път до село Русалско. При пълноводие река Арда понякога залива моста, поради което в близост е построен по-високо над водата друг мост – висящ, открит през 2008 г., по който биха могли да преминават при нужда само леки коли.
Постройките в селото са изградени предимно с каменна зидария и покрити с каменни плочи. Към края на второто десетилетие на 21 век повечето от тях са изоставени и се рушат.

## История
Селото – тогава с име Оладжак – е в България от 1912 г. Преименувано е на Сполука с министерска заповед № 3775, обнародвана на 7 декември 1934 г.
Към 31 декември 1934 г. село Сполука се състои от махалите Бразда (Керимлер), Брестник (Караач), Гайдари (Къйгънлъ), Кьочевци (Кьочеклер), Мъраица (Аланджик) и Червенушка (Бектешлер).
Поминъкът на хората в селото е животновъдство – предимно говедовъдство, и тютюнопроизводство.

## Население
Преброяване на населението през 2011 г.
Численост и дял на етническите групи според преброяването на населението през 2011 г.:
|                     | Численост | Дял (в %) |
| Общо                | 22        | 100,00    |
| Българи             | 0         | 00,00     |
| Турци               | 22        | 100,00    |
| Цигани              | 0         | 0,00      |
| Други               | 0         | 0,00      |
| Не се самоопределят | 0         | 0,00      |
| Неотговорили        | 0         | 0,00      |

## Религии
Религията, изповядвана в селото, е ислям.